# David Harvey (fotbollsspelare)
David Harvey, född 7 februari 1948 i Leeds, England med en engelsk mor och en skotsk far, är en skotsk före detta fotbollsspelare. Han var framgångsrik målvakt i Leeds United under lagets storhetstid i slutet av 1960-talet och 1970-talet och spelade dessutom i skotska landslaget 16 gånger.